# Gouvernement ʿAmrān
Das Gouvernement ʿAmrān (arabisch عمران ʿAmrān) ist eines der 22 Gouvernements des Jemens. Es liegt im Nordwesten des Landes.
Amran hat eine Fläche von 9.587 km² und ca. 1.254.000 Einwohner (Stand: 2017). Das ergibt eine Bevölkerungsdichte von 131 Einwohnern pro km². Hauptstadt ist ʿAmrān.